# Замятино (Зарайский район)
Замятино — деревня в Зарайском районе Московской области, в составе муниципального образования сельское поселение Гололобовское (до 28 февраля 2005 года входила в состав Гололобовского сельского округа).

## География
Замятино расположено на севере района, в 7 км на север от Зарайска. Через деревню протекает река Завала правый приток реки Осётрик, высота центра деревни над уровнем моря — 183 м.

## Население
| 2002 | 2006 | 2010 |
| ---- | ---- | ---- |
| 16   | ↘7   | ↘2   |

## История
Замятино впервые в исторических документах упоминается в 1790 году, как деревня с 18 дворами и 188 жителями, в 1858 году — 51 двор и 240 жителей, в 1906 году — 44 двора, 330 жителей. В 1930 году был образован колхоз «Красные всходы», с 1950 года в составе колхоза «Большевик», с 1960 года — совхоз «Большевик».

## Ближайшие населенные пункты
- Новосёлки (деревня), городской округ Зарайск, Московская область
- Козловка (деревня), городской округ Зарайск, Московская область
- Верхнее Вельяминово (деревня), городской округ Зарайск, Московская область